# Пашнев, Эдуард Иванович
Эдуард Иванович Пашнев (15 августа 1933, Воронеж — 1 января 2021, Сан-Франциско) — русский советский писатель, прозаик, поэт, драматург и сценарист. Член Союза писателей СССР (1966). Лауреат Государственной премии РСФСР имени К. С. Станиславского (1974).

## Биография
Родился 15 августа 1933 года в Воронеже. 
В 1950 году окончил Воронежское ремесленное училище. С 1952 по 1958 год  работал на различных рабочих должностях, в том числе фрезеровщиком на заводе и рабочим сцены Воронежского драматического театра. С 1959 по 1964 год обучался в Литературном институте имени А. М. Горького, учился на литературных семинарах таких педагогов и литераторов как Лев Кассиль и Лев Ошанин. В 1975 году закончил Высшие курсы сценаристов и режиссеров.
Член Союза писателей СССР с 1966 года и член Организации российских библиофилов. Свою писательскую и публицистическую деятельность начал в 1955 году в 
хабаровской газете «Суворовский натиск», в последующем работал в литературно-художественном журнале «Подъём» в должности заведующего отдела публицистики и поэзии. С 1981 по 1983 год — председатель правления Воронежской писательской организации СП СССР. С 1988 по 1996 год — заведующий литературной частью и заместитель директора по репертуару Тольяттинского драматического театра, в качестве режиссёра поставил спектакль «Кентавры» по собственной поэме. Пашнев был инициатором создания Тольяттинской писательской организации Союза российских писателей. 
Пашнев являлся автором более тридцати книг, наиболее значимыми из которых считаются: «Рождается солнце» (1964), «Хромой пёс», предисловие к которому было написано писателем Львом Кассилем, и «Ньютоново яблоко» (1965), иллюстрации сделаны художником Надеждой Рушевой, «Цветы из чужого сада» (1967), «Девочка и олень» про юную художницу Надю Рушеву (1975), «Белая ворона» (1982), «Кентавры» (1992), «Иноходец» (2000), «Девочка и олень. Белая ворона» (2001). Пашнев также являлся автором более пятнадцати пьес, поставленных в различных драматических театрах России, в том числе: «Хроника одного дня» о судьбе президента Чили Сальвадора Альенде (1974), «Размен», «Барабан и флейта» (1975), «Посеешь ветер...» (1981). По сценариям Пашнева были сняты художественные фильмы «Поле перейти» (1977, режиссёр Ю. В. Григорьев) и «Певучая Россия» (1986, режиссёр В. С. Панин). Книги Пашнева издавались в таких странах, как Болгария, Германия, Япония, Словакия, Литва и Чехия.
21 декабря 1974 года Постановлением Совета Министров СССР за спектакль «Хроника одного дня», поставленный на сцене Воронежского АТД имени А. В. Кольцова, Э. И. Пашнев и режиссёр Г. Б. Дроздов были удостоены Государственной премии РСФСР имени К. С. Станиславского.
С 2001 года жил в США. Скончался 1 января 2021 года в Сан-Франциско от COVID-19.

## Семья
Жена — Наталья Валерьевна Кирпотина, вместе с мужем составитель сборника воспоминаний о своём отце — литературоведе В. Я. Кирпотине — «Ровесник железного века» (М.: Захаров, 2006). Пасынок — Дмитрий Кирпотин, американский биохимик.

## Оценки творчества
Пашнев любит необыкновенное. Потому что ему близок мир детства, а для ребят ведь на свете так много необыкновенного, еще не узнанного, таинственно неведомого… Но необыкновенное у Э. Пашнева — это совсем не одно и то же, что неправдоподобное. Удивительное и неожиданное, что он умеет подметить, на самом деле существует возле нас — надо лишь обладать зоркостью художника, чтобы приметить это…— Лев Кассиль

## Награды
- Государственная премия РСФСР имени К. С. Станиславского (1974[5])